# Província de Chiriquí
La província de Chiriquí és una de les divisions administratives de Panamà, està situada en el sector oest de Panamà tenint com límits, al nord la Província de Bocas del Toro i la Comarca Ngobe-Buglé, a l'oest la República de Costa Rica, a l'est la Província de Veraguas i al sud l'oceà Pacífic.

## Història
El seu descobriment s'atribueix a l'espanyol Gaspar de Espinosa, en l'any 1519, sent creada la província el 26 de maig de 1849, durant l'època que Panamà formava part de Colòmbia

## Divisió administrativa
La província es divideix en corregimientos i districtes.
| Districtes   | corregimientos | Capital de Districte |
| ------------ | --- | -------------------- |
| Alanje       | Alanje, Divalá, El Tejar, Guarumal, Palo Grande, Querévalo, Santo Tomás, Canta Gallo, Nuevo México                                                        | Alanje               |
| Barú         | Puerto Armuelles, Limones, Progreso, Baco, Rodolfo Aguilar Delgado                                                                                        | Puerto Armuelles     |
| Boquerón     | Boquerón, Bágala, Cordillera, Guabal, Guayabal, Paraíso, Pedregal, Tijeras                                                                                | Boquerón             |
| Boquete      | Bajo Boquete, Caldera, Palmira, Alto Boquete, Jaramillo, Los Naranjos                                                                                     | Bajo Boquete         |
| Bugaba       | La Concepción, Aserrío de Gariché, Bugaba, Cerro Punta, Gómez, La Estrella, San Andrés, Santa Marta, Santa Rosa, Santo Domingo, Sortová, Volcán, El Bongo | La Concepción        |
| David        | David, Bijagual, Cochea, Chiriquí, Guacá, Las Lomas, Pedregal, San Carlos, San Pablo Nuevo, San Pablo Viejo                                               | David                |
| Dolega       | Dolega, Dos Ríos, Los Anastacios, Potrerillos, Potrerillos Abajo, Rovira, Tinajas, Los Algarrobos                                                         | Dolega               |
| Gualaca      | Gualaca, Hornito, Los Angeles, Paja de Sombrero, Rincón                                                                                                   | Gualaca              |
| Remedios     | Remedios, El Nancito, El Porvenir, El Puerto, Santa Lucía                                                                                                 | Remedios             |
| Renacimiento | Río Sereno, Breñón, Cañas Gordas, Monte Lirio, Plaza de Caisán, Santa Cruz, Dominical, Santa Clara                                                        | Río Sereno           |
| San Félix    | Las Lajas, Juay, San Félix, Lajas Adentro, Santa Cruz | Las Lajas            |
| San Lorenzo  | Horconcitos, Boca Chica, Boca del Monte, San Juan, San Lorenzo                                                                                            | Horconcitos          |
| Tolé         | Tolé, Cerro Viejo, Lajas de Tolé, Potrero de Caña, Quebrada de Piedra, Bella Vista, El Cristo, Justo Fidel Palacios, Veladero                             | Tolé                 |